# Kepler-442b
A Kepler-442b (más néven  KOI-4742,01) egy valószínűleg sziklás, Föld méretű exobolygó, ami a lakható övezetben kering a Kepler-442 nevű csillag körül a Földtől 1206 fényévre a Lant csillagképben.

## Fizikai jellemzők

### Tömeg, sugár és hőmérséklet
A Kepler-442b egy Szuperföld, tehát tömege és sugara nagyobb, mint a Földé, de kisebb, mint az Uránuszé, Neptunuszé. Az átlagos felszíni hőmérséklete 233 K (−40 °C). A sugara 1,34 földsugár. A sugara miatt valószínűleg sziklás bolygó. A bolygó tömege valószínűleg 2,34 földtömeg. A Kepler-442b felszíni gravitációja 30%-kal erősebb, mint a Földé.

### Csillaga
A bolygó a Kepler-442 nevű K-típusú csillag körül kering. A csillag tömege 0,61 naptömeg, sugara 0,60 napsugár. Hőmérséklete 4402 K, és körülbelül 2,9 milliárd éves. Összehasonlításképpen a Nap 4,6 milliárd éves, és a hőmérséklete 5778 K. A csillag túl homályos, ahhoz, hogy szabad szemmel lássuk.

### Pályája
A Kepler-442b 112,3 nap alatt kerüli meg a csillagát.

## Lakhatóság

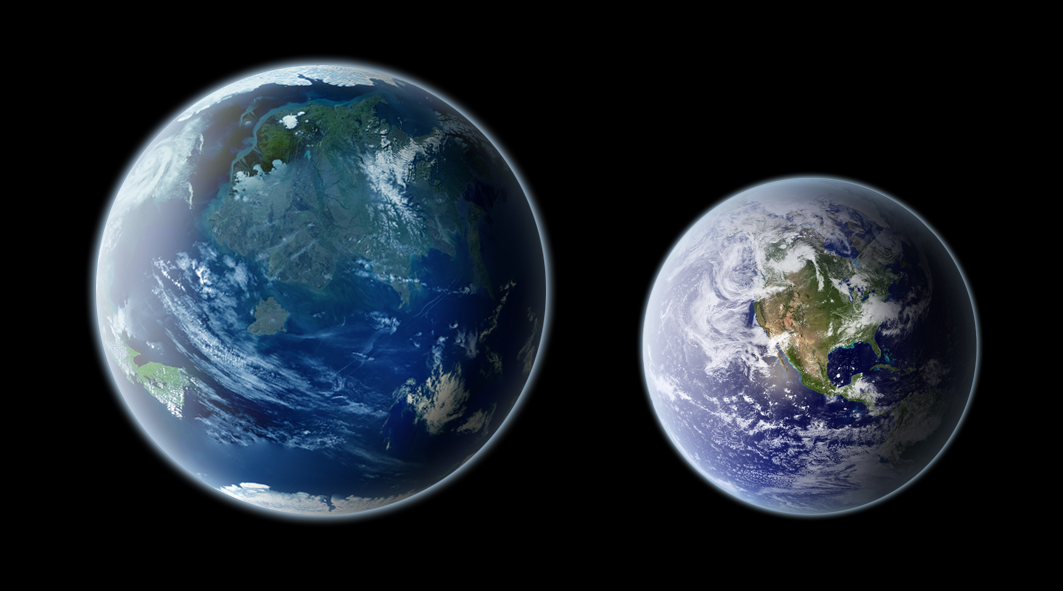
Művészi elképzelés a bolygóról.

A bolygó a lakható övezet olyan régiójában helyezkedik el, ahol a víz folyékony halmazállapotú lehet a bolygó felszínén. A mérete és a hőmérséklete szempontjából az egyik leginkább Föld szerű bolygó. Mivel közelebb van csillagához, mint a Föld a Naphoz, a bolygó valószínűleg sokkal lassabban forog mint a Föld.
A Kepler-442b dőlésszöge valószínűleg nagyon kicsi, ebben az esetben nincsen dőlés-indukált évszak, mint a Földön és a Marson. Keringési pályája valószínűleg kör alakú, tehát az excentricitás által indukált évszaki változás (hasonlóan a Marséhoz) nincsen.
Egy 2015-ös áttekintő kutatás arra a következtetésre jutott, hogy a Kepler-442b, valamint a Kepler-186f és a Kepler-62f exobolygók valószínűleg a legjobb jelöltek a lakható bolygók közül.
A 2015-ben kidolgozott index szerint a Kepler-442b még életképesebb is, mint a Föld. Az tényezőkhöz viszonyítva a Föld értéke 0,829, a Kepler-442b értéke pedig 0,836. Ez nem biztos, mivel a Kepler-442b légköre és felszíne ismeretlen, de lehetséges.

### Lakható bolygó tulajdonságai
A Kepler-442b az egyik legismertebb az élhető bolygók közül. A Kepler-442b tulajdonságai, amelyek megfelelnek a lakhatósági kritériumoknak, a következők:
- K típusú csillag körül kering, amely egy lakható bolygó számára a legjobb csillag típus.
- Mérete 1,34 földméret és tömege 2,34 földtömeg (egy életképes bolygó a föld méretének 1,3-szorosa és 2 földtömeg lenne.)
- A lakható zóna központjában található.

Viszont a Kepler-442b nem felel meg az összes kritériumnak, mint például:
- Kor. Az ideális lakható bolygó kora 4,5 és 7 milliárd év között lenne, de a Kepler-442b csak 2 milliárd éves.
- Az élhető bolygó hőmérséklete körülbelül 25 °C lenne, de becslések szerint a bolygón -2,65 °C van.

Ezenkívül néhány részlet jelenleg ismeretlen:
- A Kepler-442b-nek lehetnek óceánjai. Egy élhető bolygó sekély óceánokkal rendelkezne.
- A Kepler-442b légköre ismeretlen. Az élhető bolygó vastagabb atmoszférájú lenne, mint a Föld és magasabb oxigénszinttel rendelkezne.

## Fordítás
- Ez a szócikk részben vagy egészben  a   Kepler-442b című angol Wikipédia-szócikk fordításán alapul.  Az eredeti cikk szerkesztőit annak laptörténete sorolja fel. Ez a jelzés csupán a megfogalmazás eredetét és a szerzői jogokat jelzi, nem szolgál a cikkben szereplő információk forrásmegjelöléseként.